# Pompeo Magno
Die Pompeo Magno war ein Leichter Kreuzer der Capitani-Romani-Klasse der Regia Marina. Benannt wurde das Schiff nach dem römischen Konsul Gnaeus Pompeius Magnus.

## Geschichte
Die Kiellegung der Pompeo Magno erfolgte am 23. September 1939 bei der Cantieri Navali Italiani S.p.A. in Ancona. Der Stapellauf erfolgte am 24. August 1941 und die Indienststellung am 4. Juni 1943. Nach dem Waffenstillstand von Cassibile verlegte das Schiff noch 1943 nach Malta und  wurde unter dem Kürzel FV 1 interniert. Das Schiff verblieb in italienischem Besitz und wurde in die Marina Militare übernommen. 1950 wurde beschlossen eine grundlegende Überholung des Schiffes vorzunehmen. Diese dauerte bis zum 1. Juli 1955. Das Schiff wurde als San Giorgio mit der Rumpfnummer D 562, reklassifiziert als Großzerstörer, wieder in Dienst gestellt. Zwischen 1963 und 1965 erfolgte der Umbau des Schiffes zum Schulschiff. Es blieb in dieser Rolle bis 1980 im Dienst.

## Technische Daten

### Antrieb und Maße
Die Pompeo Magno war 142,88 m lang, 14,40 m breit und hatte einen Tiefgang von 4,88 m. Der Antrieb erfolgte über vier Dampfkessel, zwei Getriebeturbinensätze, die über je eine Welle die zwei Propeller antrieben. Die Anlage erzeugte 110.000 PS und konnte das Schiff auf über 40 kn beschleunigen.

### Panzerung
Zugunsten einer höheren Geschwindigkeit wurde die Pompeo Magno nur rudimentär gepanzert. Diese Panzerung beschränkte sich auf 6 bis 20 mm an den Geschütztürmen und 20 mm an den Brückenaufbauten. Der Rest des Schiffes war ungepanzert. Dies führte zu einer hohen Verwundbarkeit vor allem gegen Torpedos.

### Bewaffnung
Die Hauptbewaffnung der Pompeo Magno bestand 1943 aus acht 13,5 cm SK L/45 M1938 in Doppeltürmen. Die Flugabwehr verfügte über acht Einzelgeschütze Breda 3,7 cm L/54 und vier Zwillingsgeschütze 20 mm Model 35 Zusätzlich verfügte das Schiff über zwei Vierfachrohre für ⌀ 53,3 cm Torpedos. Zudem konnten bis zu 130 Seeminen mitgeführt werden.
Während des Umbaus bis 1955 wurde die komplette Bewaffnung modernisiert. Die Torpedobewaffnung entfiel komplett. Neue Hauptgeschütze wurden sechs amerikanische 5-Zoll-Geschützen in Doppeltürmen und einer Kaliberlänge von L 38 geändert. Die Flugabwehr wurde in zwanzig 40-mm-Bofors-Geschütze (4 Vierlingsgeschütze, 2 Zwillingsgeschütze) erweitert. Zur U-Boot-Abwehr erhielt das Schiff zwei Werfergestelle und einen Menon-Wasserbombenwerfer K133.

### Sensoren
Erst mit dem Umbau bis 1955 erhielt die Pompeo Magno Radaranlagen, Sonar und ein neues Feuerleitsystem. Als Luftsuchradar bekam sie das AN/SPS-6 und das SP als Luftleitradar. Als Oberflächensuchradar wurde das SG-6B eingebaut und das AN/SQS-11 als Sonar. Das Mark 37 wurde das neue Feuerleitsystem.

## Galerie

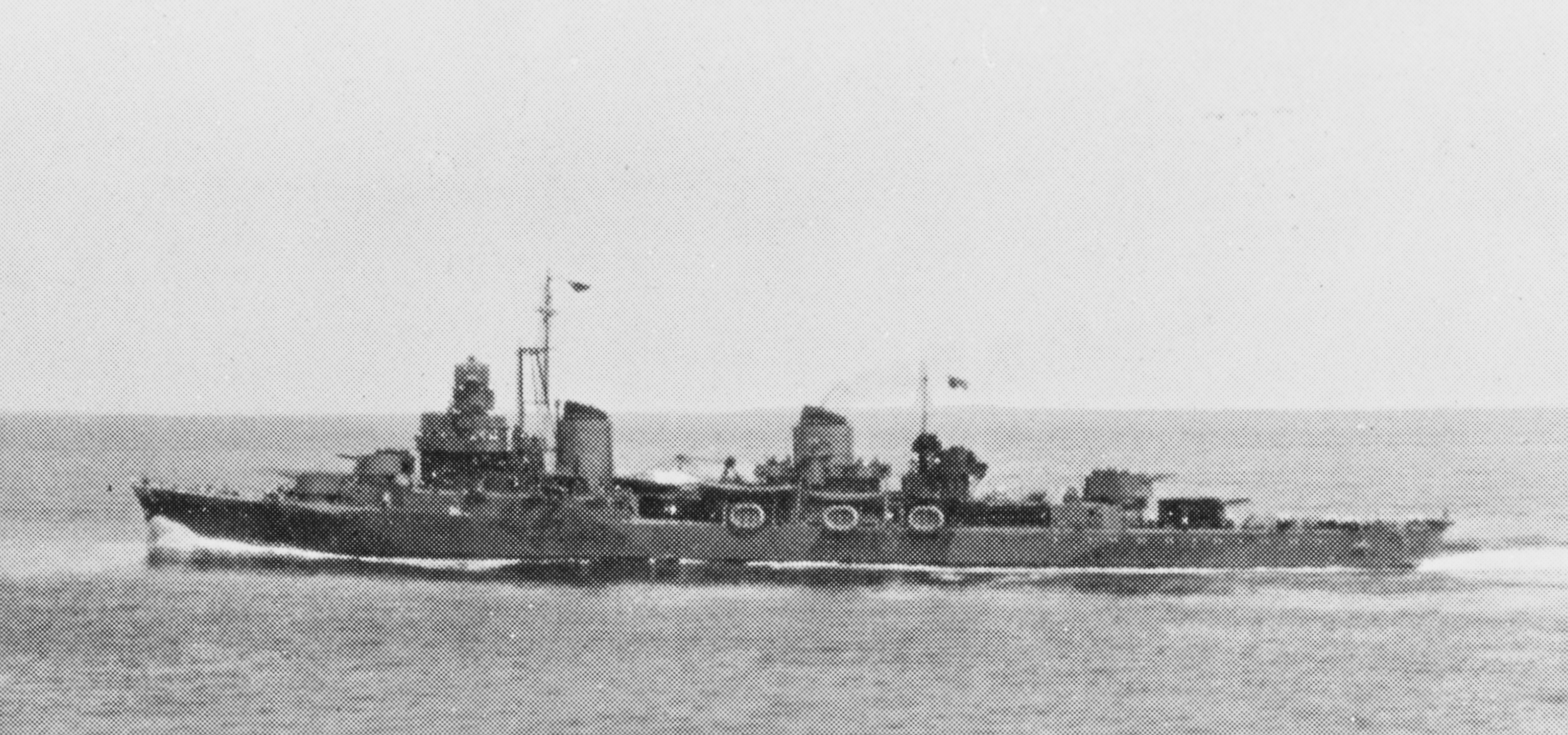
Pompeo Magno kurz vor der Kapitulation vor Malta
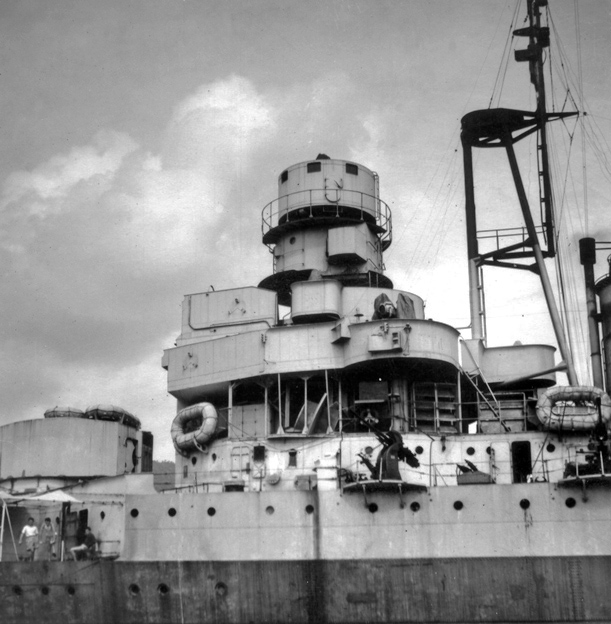
Brückenaufbauten der Pompeo Magno
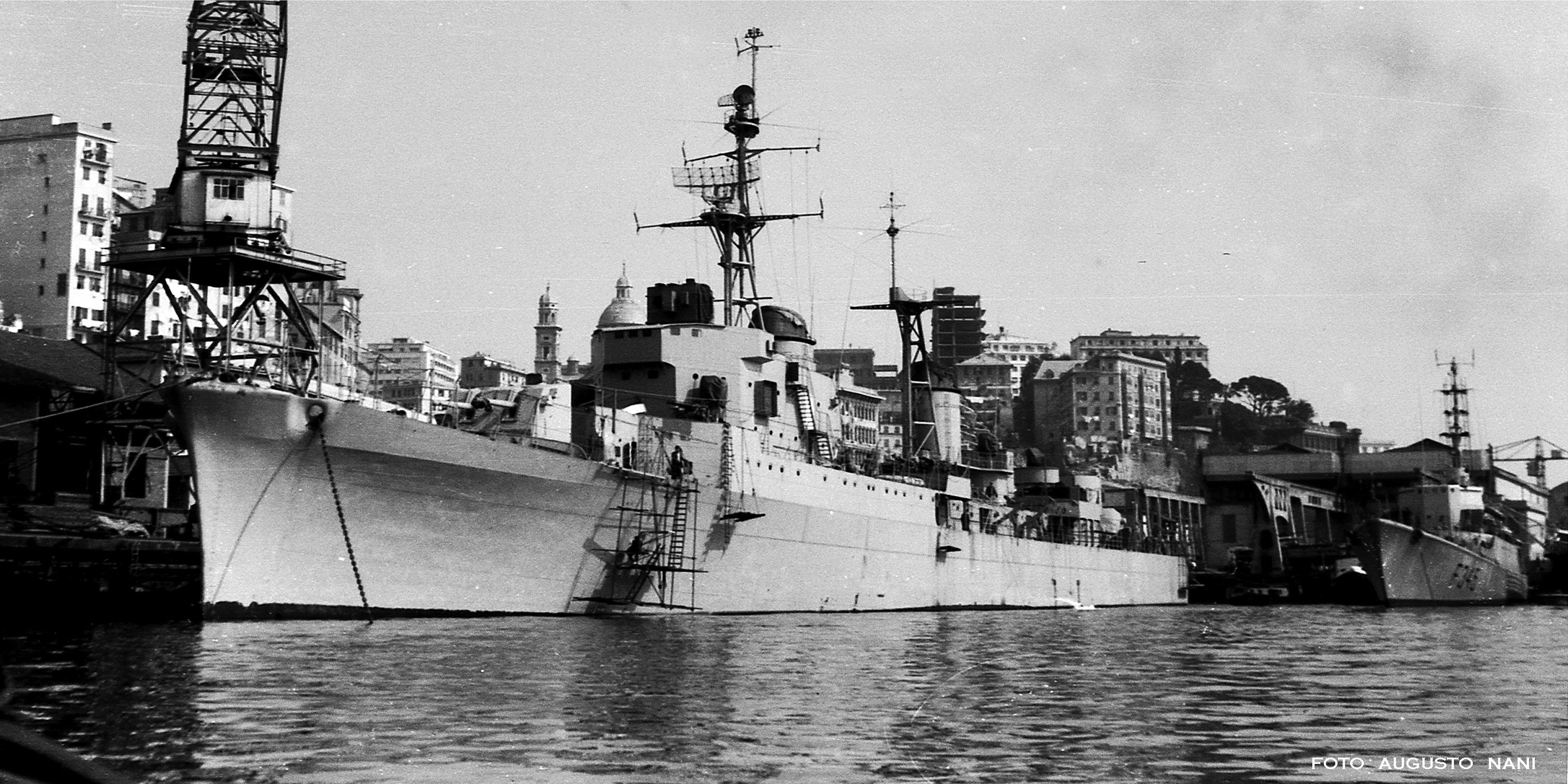
San Giorgio (D 562) am 6. April 1955 im Ausrüstungsdock
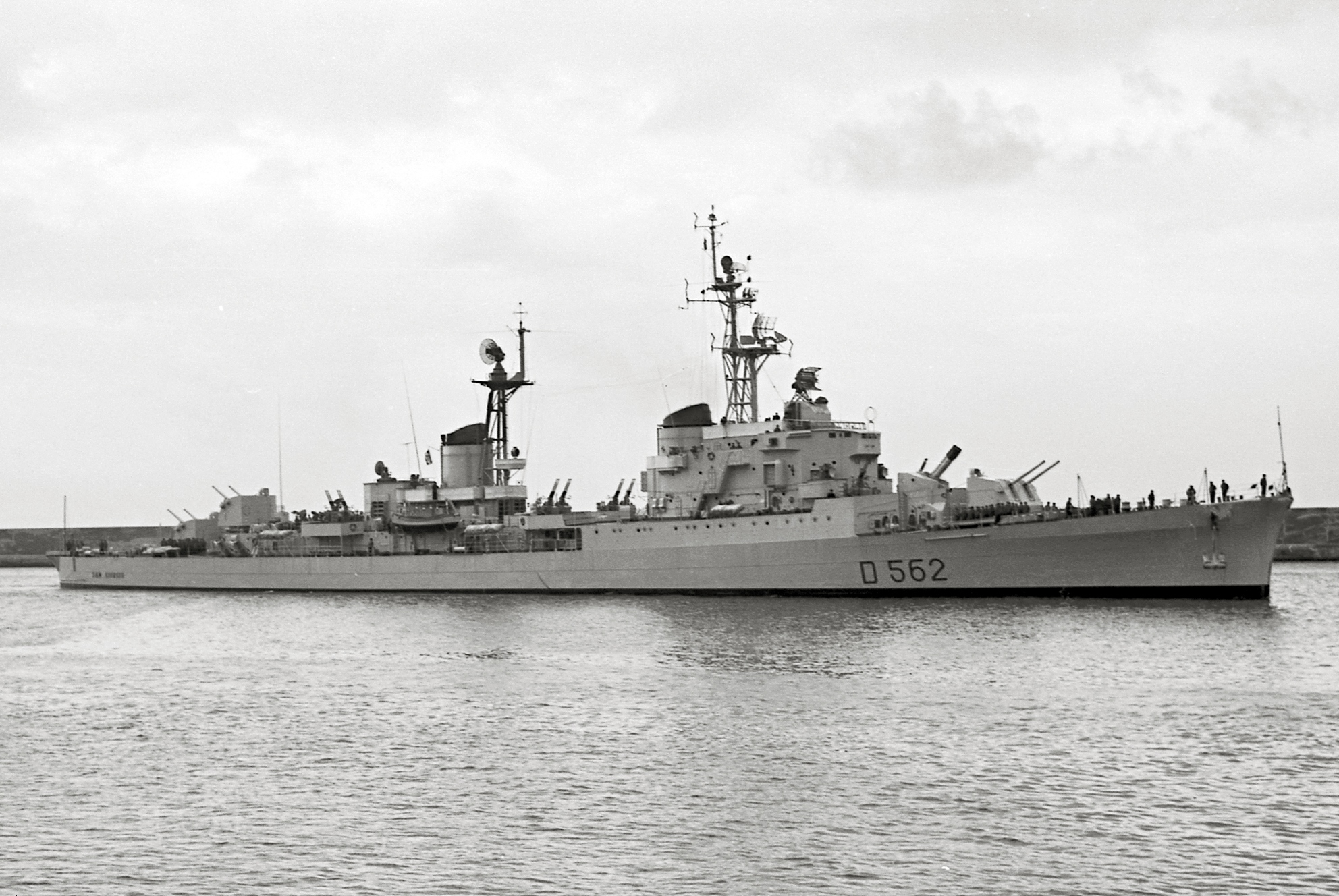
San Giorgio (D 562) am 23. Februar 1961
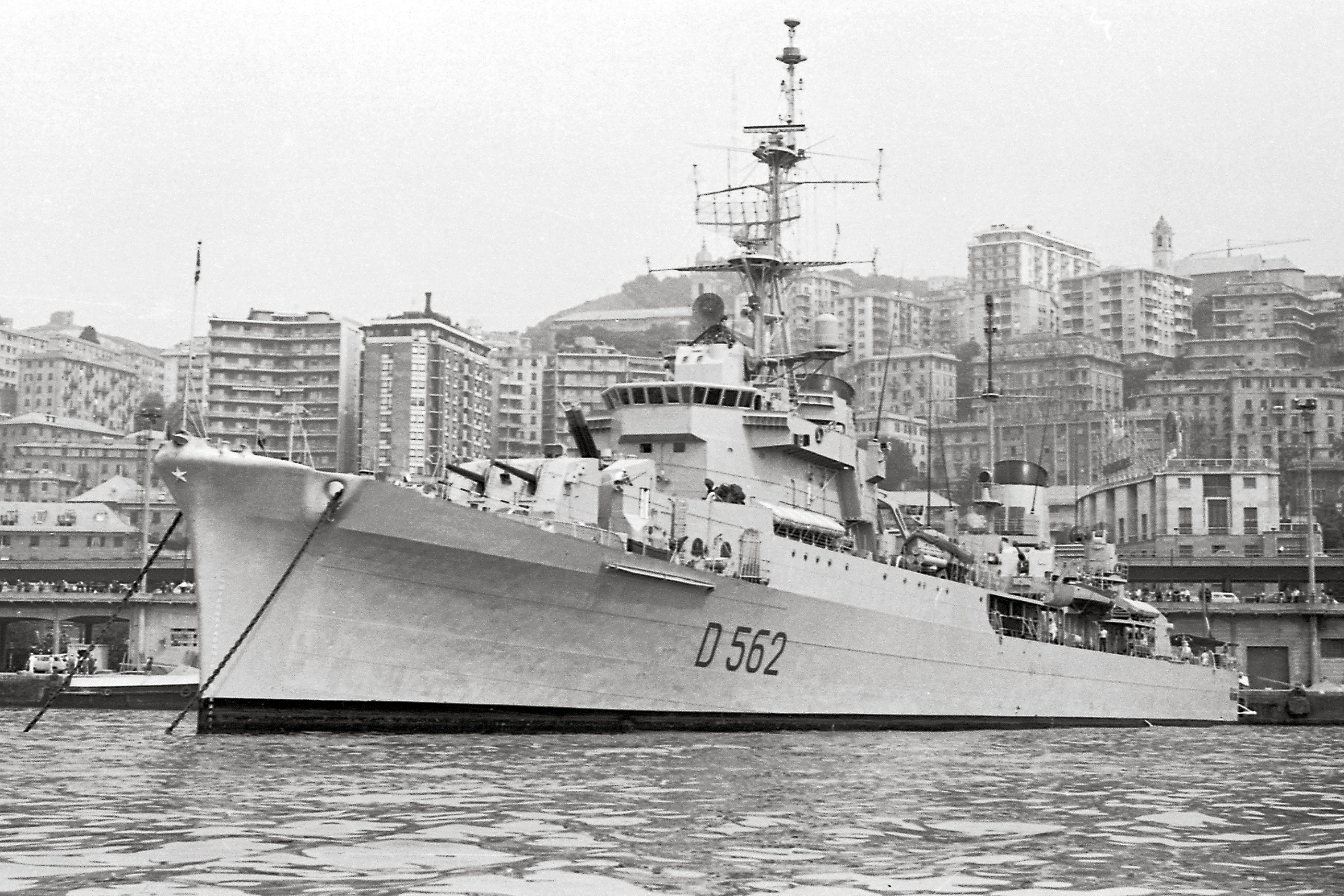
San Giorgio (D 562) am 29. Juni 1968